# 光沙蒿
光沙蒿（学名：Artemisia oxycephala）是菊科蒿属的植物。分布于中国大陆的黑龙江、山西、吉林、辽宁、内蒙古、河北等地，生长于海拔700米的地区，常生于沙碱地、固定沙丘、干山坡、干草原、森林草原附近地区、湖滨沙地、局部地区成植物群落的建群种和主要伴生种，目前尚未由人工引种栽培。

## 别名
沙蒿（内蒙古植物志），小白蒿（内蒙古），红杆蒿（河北），“给鲁格日-沙里尔日”、“塔腾海-沙巴嘎”（蒙语名）

## 异名
- Artemisia arenaria auct. non DC.
- Artemisia oxycephala Kitag. f. taiyangensis G. Y. Chang, L. S. Wang et H. X. Ma
- Artemisia oxycephala Kitag. ssp. shanhaiensis G. Y. Chang, L. S. Wang et H. X. Ma
- Artemisia oxycephala Kitag. var. xinkaiensis G. Y. Chang et L. S. Wang